# كين ناجوناما
كين ناجوناما (長 沼 健) ولد 5 سبتمبر 1930 -توفى 2 يونيو 2008 [2]) هو لاعب كرة قدم ياباني ومدير فني. منذ عام 1994 إلى عام 1998، كان رئيس اتحاد كرة القدم الياباني.

## روابط خارجية
- كين ناجوناما على موقع قاعدة بيانات كرة القدم.إي يو (الإنجليزية)
- كين ناجوناما على موقع ناشيونال فوتبول تيمز (الإنجليزية)
- كين ناجوناما على موقع عالم كرة القدم.نت (الإنجليزية)
- كين ناجوناما على موقع أوليمبيديا (الإنجليزية)

1. ↑  "معلومات عن كين ناجوناما على موقع viaf.org". viaf.org. مؤرشف من الأصل في 2017-01-21.
2. ↑  "معلومات عن كين ناجوناما على موقع id.ndl.go.jp". id.ndl.go.jp. مؤرشف من الأصل في 2016-10-23.
3. ↑  "معلومات عن كين ناجوناما على موقع national-football-teams.com". national-football-teams.com. مؤرشف من الأصل في 2020-03-12.